# Белчина
Белчина (пол. Bełczyna, нім. Süssenbach) — село в Польщі, у гміні Влень Львувецького повіту Нижньосілезького воєводства.
Населення — 97 осіб (2011).
У 1975-1998 роках село належало до Єленьоґурського воєводства.

## Демографія
Демографічна структура станом на 31 березня 2011 року:
|          | Загалом | Допрацездатний вік | Працездатний вік | Постпрацездатний вік |
| -------- | ------- | ------------------ | ---------------- | -------------------- |
| Чоловіки | 49      | 4                  | 40               | 5                    |
| Жінки    | 48      | 9                  | 28               | 11                   |
| Разом    | 97      | 13                 | 68               | 16                   |